# Peter Gentzel
Peter Gentzel (* 12. Oktober 1968 in Göteborg, Schweden) ist ein ehemaliger schwedischer Handballtorwart. Bei der Wahl zum Welthandballer des Jahres 2003 wurde er Zweiter.

## Karriere
Zwischen 2001 und 2009 spielte Gentzel bei der HSG Nordhorn in der deutschen Handball-Bundesliga. Zur Saison 2009/2010 wechselte Gentzel mit einem Einjahresvertrag zum THW Kiel; anschließend beendete er seine Karriere als Spieler.
Für die Schwedische Nationalmannschaft hat er 227 Einsätze bestritten und dabei eine Vielzahl internationaler Erfolge erreichen können. Er gehörte dem schwedischen 28-er Kader der Europameisterschaft 2008 an.
Nach seiner Rückkehr nach Schweden im Jahr 2010 arbeitete er auch an der Vorbereitung der Handball-Weltmeisterschaft der Herren 2011 in seinem Heimatland. Seit dem Frühjahr 2011 ist er administrativer Chef der im Jahr 2010 gegründeten Verbandsorganisation „Svensk Elithandboll“.

## Sonstiges
Peter Gentzel ist 1,99 m groß und wiegt 101 kg. Er ist verheiratet mit Anna-Lena und hat drei Kinder. Sein Sohn Oscar Gentzel spielt ebenfalls Handball.

## Erfolge
- EM-Gold: 1998, 2000 und 2002
- WM-Gold: 1999.
- WM-Silber: 1997 und 2001
- WM-Bronze: 1995
- Olympiasilber: 2000
- Schwedischer Meister: 1989, 1993, 1995, 1996, 1997 und 1998
- Schwedischer Pokalsieger: 1996, 1997 und 1998
- Deutscher Vizemeister: 2002
- EHF-Pokal: 2008
- Champions-League-Sieger: 2010
- Deutscher Meister: 2010

## Bundesligabilanz

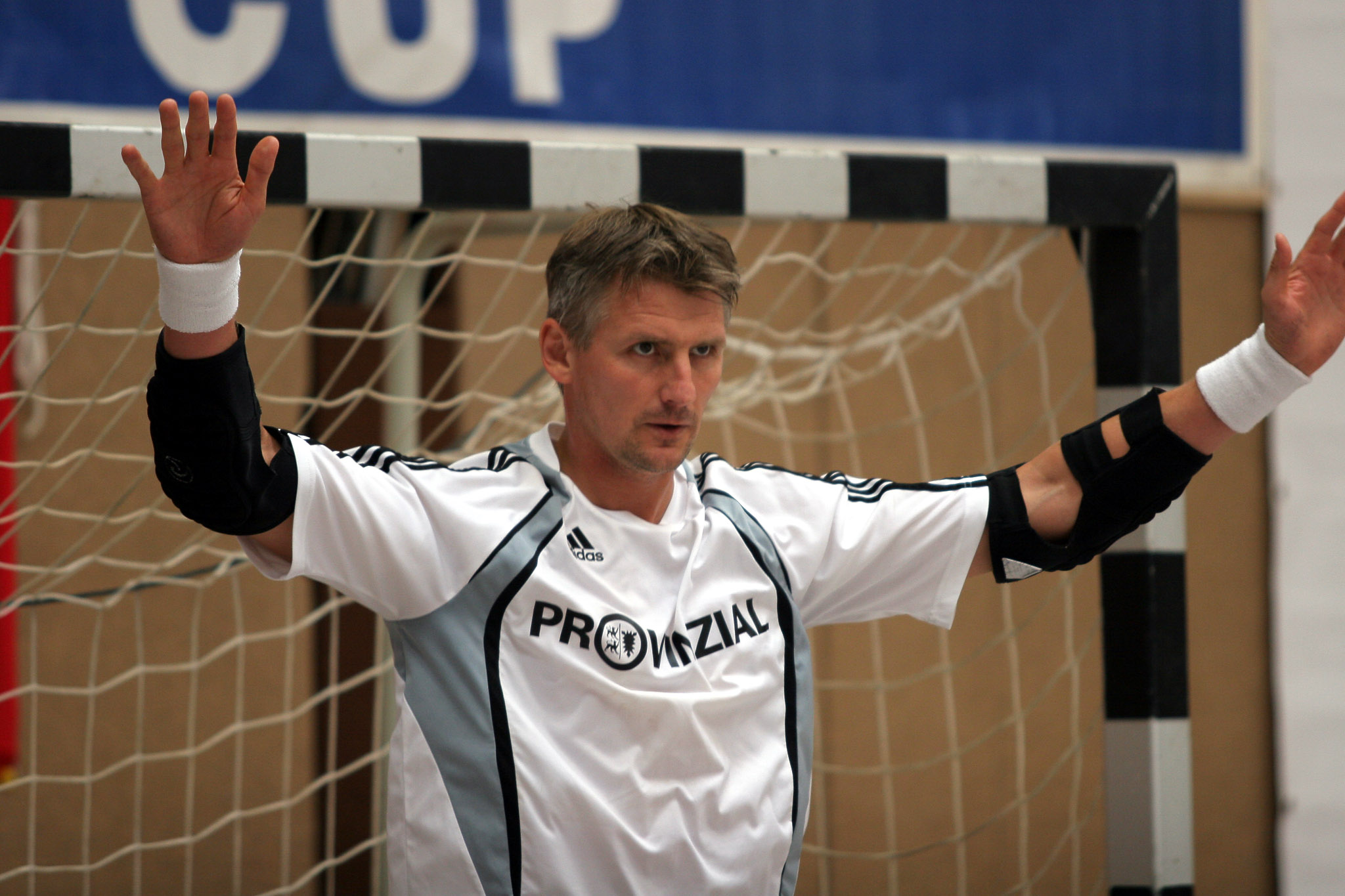
Peter Gentzel während des Schlecker Cups 2009

| Saison    | Verein       | Spiele | Tore |
| --------- | ------------ | ------ | ---- |
| 2001/02   | HSG Nordhorn | 34     | 0    |
| 2002/03   | HSG Nordhorn | 34     | 1    |
| 2003/04   | HSG Nordhorn | 34     | 1    |
| 2004/05   | HSG Nordhorn | 34     | 0    |
| 2005/06   | HSG Nordhorn | 32     | 0    |
| 2006/07   | HSG Nordhorn | 33     | 1    |
| 2007/08   | HSG Nordhorn | 34     | 0    |
| 2008/09   | HSG Nordhorn | 33     | 0    |
| 2009/10   | THW Kiel     | 27     | 0    |
| 2001–2010 | gesamt       | 295    | 3    |